# Sweltsa wui
Sweltsa wui är en bäcksländeart som beskrevs av Bill P.Stark och Ignac Sivec 2009. Sweltsa wui ingår i släktet Sweltsa och familjen blekbäcksländor. Inga underarter finns listade i Catalogue of Life.